# Rugby Canada Super League 1999
Rugby Canada Super League 1999 – druga edycja najwyższej klasy rozgrywkowej w rugby union w Kanadzie. Zawody odbywały się w dniach 23 maja–24 lipca 1999 roku.
W zawodach triumfowała drużyna Vancouver Island Crimson Tide, która w finałowym pojedynku pokonała zespół Toronto Renegades 23–11.

## Finał
| 24 lipca 1999 | Vancouver Island Crimson Tide | 23:11 | Toronto Renegades |  |
| 24 lipca 1999 |                               | 23:11 |                   |  |